# Халтурина, Дарья Андреевна
Да́рья Андре́евна Халту́рина (род. 4 января 1979, Долгопрудный, Московская область) — российский учёный и общественный деятель. Занимается исследованиями в области социологии, антропологии, демографии; общественной работой в направлении борьбы с алкоголем, табаком, несбалансированным питанием. Заведующая отделением профилактики факторов риска ФГБУ «Центральный научно-исследовательский институт организации и информатизации здравоохранения» Министерства здравоохранения Российской Федерации. Руководитель группы мониторинга стратегических рисков и угроз Центра цивилизационных и региональных исследований Института Африки РАН. Сопредседатель Российской коалиции за контроль над алкоголем и Российской антитабачной коалиции. Председатель правления региональной общественной организации «Совет по общественному здоровью и проблемам демографии». Входит в Координационный Совет по защите граждан Российской Федерации от наркотиков, алкогольной и табачной зависимости. Член Экспертного совета при Правительстве Российской Федерации. Лауреат Фонда содействия отечественной науке, созданного Президиумом Российской академии наук, в номинации «Лучшие экономисты Российской Академии наук» (2006 год).

## Биография
Окончила в 2001 году Российский государственный гуманитарный университет (РГГУ) по специальности «Культурология». В 2003 году защитила диссертацию на соискание степени кандидата исторических наук, по специальности «Этнология, этнография, антропология» в Институте Африки Российской академии наук. Тема кандидатской диссертации — «Московские мусульмане: Уровень этноконфессиональной толерантности; по материалам опроса в мечетях». С 2001 по 2012 год работала научным сотрудником в Центре цивилизационных и региональных исследований Института Африки РАН, а также в РАГС при Президенте Российской Федерации и Высшей школе экономики. С 2017 года руководит отделением профилактики факторов риска ФГБУ «ЦНИИОИЗ» Минздрава России.

## Научная деятельность
Дарья Халтурина занимается исследованиями в области социологии, социальной и культурной антропологии, демографии, общественного здоровья, межэтнических и межкультурных отношений, исламского мира, Тропической Африки; современных тенденций мирового развития; российского демографического кризиса, алкоголя и табака как факторов российской сверхсмертности. Участвовала в Комплексной экспедиции Института Африки РАН в Объединённой Республике Танзания.
Как демограф, неоднократно давала оценку демографической ситуации в России, особенно со смертностью. Оценила потери населения России в результате потребления алкоголя, в полмиллиона человек в год; также высказывалась о миграции, материнском капитале.
В 2018 году в оксфордском научном журнале «Alcohol and Alcoholism» было опубликовано исследование Дарьи Халтуриной с российскими соавторами. Его результаты показали, что именно крепкий алкоголь является основной причиной смерти мужчин трудоспособного возраста в России и СНГ. Это исследование вызвало широкий резонанс в обществе и привлекло внимание ряда СМИ.
Также Дарья Халтурина занимается исследованиями в области продления здоровой жизни. В 2015 году была опубликована её с соавторами книга по профилактике старения.
19 апреля 2020 года высказалась с оценкой возможного влияния пандемии COVID-2019 на демографическую ситуацию в России: «в течение первого года после карантина часто наблюдается некоторый всплеск рождаемости. <…> Я бы предположила краткосрочное падение рождаемости, за которым последует всплеск». В то же время, она отметила, что может повыситься смертность, ассоциированная с потреблением алкоголя: «Меня очень беспокоит рост потребления алкоголя. Многие закупают спирт для дезинфекции и далеко не все его используют по назначению. Я опасаюсь роста алкогольной смертности».

### Ключевое исследование

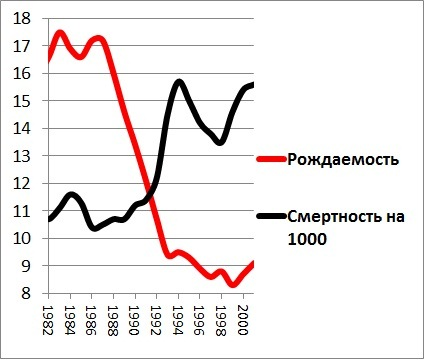
«Русский крест»: кривые рождаемости и смертности (на 1000) в России в 1982—2001 гг.

Совместно с профессором НИУ ВШЭ, сотрудником Института востоковедения и Института Африки РАН А. В. Коротаевым Д. А. Халтуриной было также предпринято исследование факторов и механизмов современного российского демографического кризиса (послужившее основой для сценарного математического моделирования демографического будущего России). Ими также был разработан проект изменения алкогольной политики России. Г. Г. Малинецкий, заместитель директора Института прикладной математики им. М. В. Келдыша РАН, отмечает:

Сотрудница РАГС Дарья Андреевна Халтурина и сотрудник Института Африки РАН Андрей Витальевич Коротаев выдвинули проект изменения алкогольной политики России, который должен исправить сложившуюся ненормальную ситуацию. При этом речь идет и об изменении цены тяжёлого алкоголя, и о его доступности, и об изменении роли государства в торговле спиртными напитками. Этот проект получил большую поддержку в экспертном сообществе. Свидетельством целесообразности предлагаемых мер являются и статистические данные по смертности граждан России в 2006 году. Принятие даже половинчатых мер в указанном направлении в начале 2006 года уже привело к положительным сдвигам.

## Общественная деятельность
Работая на кафедре организации социальных систем и антикризисного управления Российской академии государственной службы при Президенте Российской Федерации, участвовала в разработке мер, направленных на снижение алкогольной смертности в России. Были предложены следующие меры: изменение ценовой доступности алкоголя, сокращение точек продаж, ограничение продажи алкоголя в позднее время, ограничение рекламы алкоголя, распространение социальной антиалкогольной рекламы.
Как эксперт Лиги здоровья нации, давала комментарий к новой редакции федеральный закон «О государственном регулировании производства и оборота этилового спирта, алкогольной и спиртосодержащей продукции». Также выступила с отзывом на проект «Укрепление общественного здоровья», который является частью национального проекта «Демография».
В 2011 году подготовила доклад Общественной палаты Российской Федерации «Злоупотребление алкоголем в Российской Федерации: социально-экономические последствия и меры противодействия».
В 2018 году возглавила международную группу экспертов, которая инициировала принятие дополнений в Международную классификацию болезней (МКБ-11), в результате которой Всемирная организация здравоохранения признала, что люди заболевают в том числе из-за старения. Это поможет привлекать больше внимания именно к проблемам старения и исследований для борьбы с ним, и открывает возможности для официальных полноценных клинических испытаний антивозрастных препаратов и терапий.
Неоднократно выступала в СМИ, высказываясь о различных антиалкогольных мерах, например, размещении на бутылках с алкогольными напитками изображений, предупреждающих о возможных последствиях потребления алкоголя, об ограничении территориальной доступности алкоголя, территориях трезвости, вреде алкоголя в целом. Поддержала инициативу Минздрава о введении запрета на продажу крепкого (свыше 16,5 градусов) алкоголя гражданам младше 21 года. Также затрагивала тему антитабачных мер, например, высказывалась против возвращения курительных комнат в аэропорты, приведении сигаретных пачек к обезличенному единообразному виду, а также о вреде курения в целом, в том числе кальянов и систем нагревания табака. Высказывалась также по теме здорового питания, например, об оптимальной норме молочных продуктов в сутки, обязательном йодировании соли, принципах рационального питания.

## Основные работы
Автор ряда монографий и статей по проблемам антикризисного управления, общественного здравоохранения, социальной психологии, вооруженных конфликтов современности, демографии, межэтнических и межрелигиозных отношений, математического моделирования социальных процессов.

### Монографии
- Халтурина Д. А., Коротаев А. В. Русский крест: факторы, механизмы и пути преодоления демографического кризиса в России. — М.: URSS, 2006. — 127 с. — ISBN 5-484-00528-0.
- Introduction to social macrodynamics: compact macromodels of the world system growth / A. Korotayev, A. Malkov, D. Khaltourina. — Moscow: URSS, 2006. — 127 с. — ISBN 5-484-00414-4.
- Introduction to social macrodynamics : secular cycles a. millennial trends / A. Koratayev, A. Malkov, D. Khaltourina. — Moscow: URSS; КомКнига, 2006. — 175 с. — ISBN 5-484-00559-0.
- Халтурина Д. А. Мусульмане Москвы. Факторы религиозной толерантности (по материалам опроса в мечетях). — М.: Изд-во Ин-та Африки РАН, 2007. — 165 с. — ISBN 978-5-91298-015-2.
- Законы истории : математическое моделирование развития Мир-Системы: демография, экономика, культура / А. В. Коротаев, А. С. Малков, Д. А. Халтурина. Изд. 2-е, испр. и доп. — М.: URSS, 2007. — 222 с. — ISBN 978-5-484-00957-2.
  - Законы истории: Математическое моделирование и прогнозирование мирового и регионального развития. Изд. 3-е, перераб. и доп. — М.: URSS, 2010 (в соавт.).
- Законы истории: вековые циклы и тысячелетние тренды: демография, экономика, войны / А. В. Коротаев, Н. Л. Комарова, Д. А. Халтурина. Изд. 2-е, испр. и доп. — М.: URSS, 2007. — 255 с. — ISBN 978-5-484-00958-9.
  - Законы истории: вековые циклы и тысячелетние тренды: демография, экономика, войны / А. В. Коротаев, Д. А. Халтурина, Ю. В. Божевольнов. Изд. 3-е, испр. и доп. — М.: Изд-во ЛКИ, 2010. — 254 с. — ISBN 978-5-382-01209-4.
- Современные тенденции мирового развития: монография / А. В. Коротаев, Д. А. Халтурина. — М.: URSS; Либроком, 2008. — 239 с. — ISBN 978-5-397-00327-8.
- Коротаев А. В., Халтурина Д. А. Мифы и гены. Глубокая историческая реконструкция. — М.: URSS; Либроком, 2010. — 182 с. — ISBN 978-5-397-01175-4.
- Системный мониторинг: глобальное и региональное развитие / Отв. ред.: Д. А. Халтурина, А. В. Коротаев. — М.: URSS, 2010. — 295 с. — ISBN 978-5-397-00917-1.

### Избранные статьи
- A Trap At The Escape From The Trap? Demographic-Structural Factors of Political Instability in Modern Africa and West Asia. Cliodynamics 2/2 (2011): 1—28 (совместно с А. С. Малковым и А. В. Коротаевым).
- Халтурина Д. А., Коротаев А. В. Системный мониторинг глобального и регионального развития //Системный мониторинг. Глобальное и региональное развитие. — М.: Либроком, 2009. С. 11—189.
- Компактная математическая модель экономического и демографического развития мир-системы (1—1973 гг.) // Экономика и математические методы. — 2008. — № 4. — С. 90—101 (совместно с А. С. Малковым и А. В. Коротаевым).
- Ислам и москвичи: зона цивилизационного пограничья? // Социокультурное пограничье как феномен мировых и российских трансформаций: Междисциплинарное исследование. А. Н. Мосейко, И. В. Следзевский ред. — М.: УРСС, 2008. С. 273—279.
- Потенциал алкогольной политики в деле снижения преждевременной смертности: мировой опыт и российские реалии // Преждевременная и предотвратимая смертность в России — критерий потери здоровья населения. — М.: ЦНИИОИЗ, 2006. С. 228—232.
- Алкогольная политика: мировой опыт и российские реалии // Наркология. 2007 год. № 5. С. 10—18.
- Деструктивные социальные инновации: методологический, диагностический и управленческий аспекты // Инновационная модель развития региона: проекты, управление, результаты. Донецк, 2007.
- Политическое развитие Египта в контексте региональных и глобальных тенденций: влияние демографических процессов на политическую стабильность // Египет, Ближний Восток и глобальный мир. — М, 2006.
- Расширенная модель роста населения Земли // Процессы самоорганизации в Универсальной истории. — Белгород-Москва: БГУ, 2004.
- Divale, William, Daria Khaltourina and Andrey Korotayev. (2002). A Corrected Version of the Standard Cross-Cultural Sample Database. World Cultures 13(1): 62—98.
- Методика кросс-культурных исследований в контексте современной антропологической науки // Этнографическое обозрение 5, 2002.
- Women’s Status and War in Cross-Cultural Perspective: A Reconsideration // World Cultures. 15/2 (2006): 209—247.
- Мировые религии и семейно-родственная организация. Этнографическое обозрение 5, 2002 (с А. В. Коротаевым и М. Б. Кунашевой).
- Concepts of Culture in Cross-National and Cross-Cultural Perspectives, or «Cognitive World Maps» of American and Russian Students // World Cultures. 12/1 (2001): 25—74.